# Rümlingen
Rümlingen es una comuna suiza del cantón de Basilea-Campiña, situada en el distrito de Sissach. Limita al norte con la comuna de Gelterkinden, al noreste con Rünenberg, al sureste con Häfelfingen, al suroeste con Buckten, y al oeste con Wittinsburg.

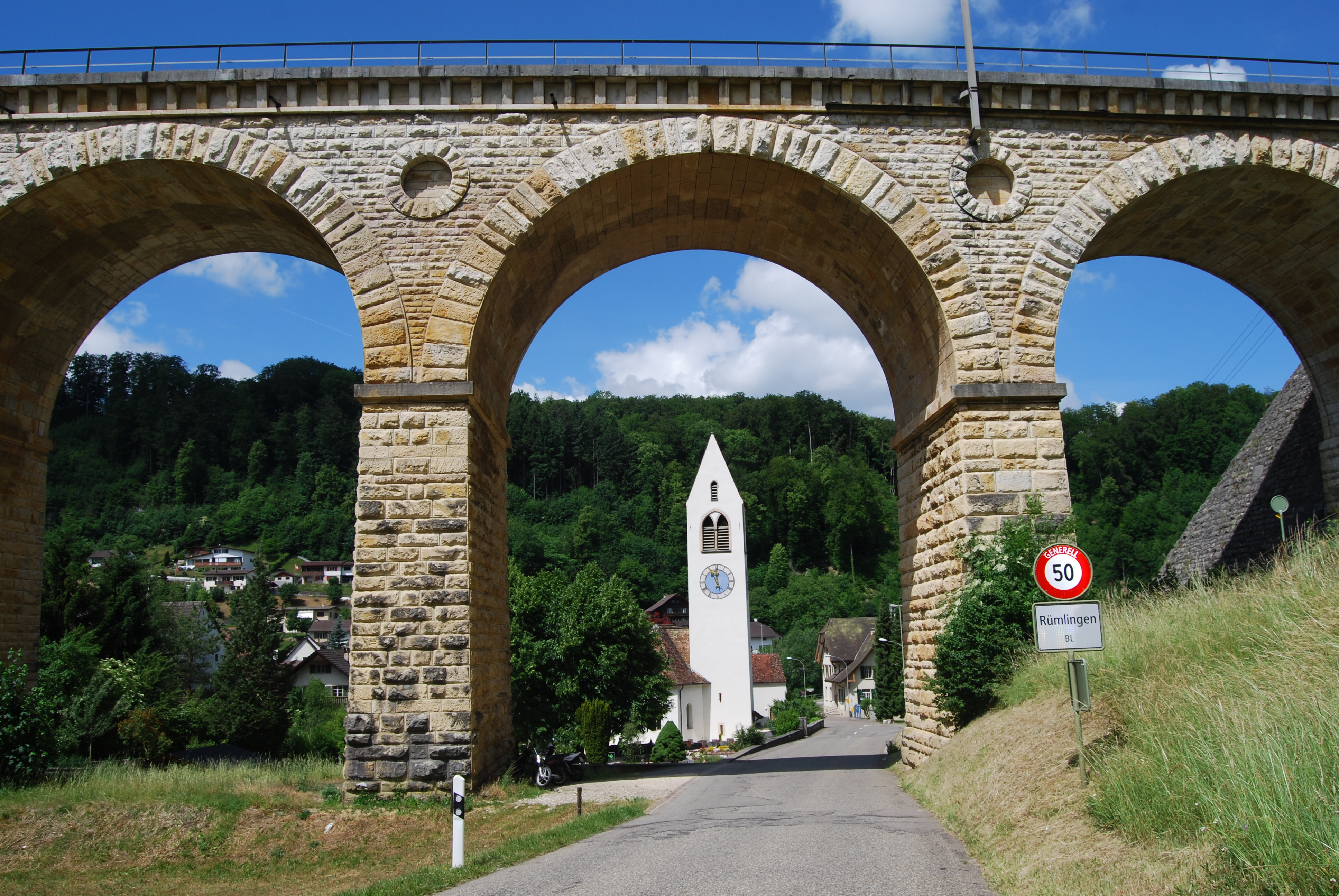
Rümlingen